# Park Wivenhoe
Park Wivenhoe (także Park Wivenhoe w Essex, ang. Wivenhoe Park, Essex) – obraz brytyjskiego malarza Johna Constable’a ukończony w 1816 roku. Od roku 1942 znajduje się w National Gallery of Art w Waszyngtonie. 

## Posiadłość
Park Wivenhoe jest położony na obrzeżach Colchesteru w hrabstwie Essex. Ziemia została zakupiona w latach 30. XVIII wieku przez generała majora Francisa Slatera Rebowa, nieruchomość została wybudowana w 1758. W 1770 dokonano znacznych zmian w wyglądzie przylegającego parku, głównym projektantem był Richard Woods, architekt krajobrazu. Posiadłość liczyła około 80 hektarów (200 akrów). Woods zaprojektował tamę i łukowaty kamienny mostek w tradycyjnym stylu, wprowadził do parku wiele krętych alejek otoczonych drzewami. Dodatkowo architekt dodał do ogrodu dwa jeziora, w których wędkowano i pływano łodzią. Park Wivenhoe jest przykładem ogrodu angielskiego, popularnego w XIX wieku na Wyspach Brytyjskich.

## Geneza
Namalowanie obrazu zlecił generał Francis Slater Rebow. Był on właścicielem przedstawionej posiadłości, przyjacielem ojca artysty, jednym z pierwszych mecenasów Constable’a. Park Wivenhoe nie był pierwszym zamówieniem generała, w 1812 zlecił on artyście namalowanie portretu jego siedmioletniej córki. Constable od kilku lat planował poślubić swoją narzeczoną - Marie Bicknell. Rodzice Marii nie zgadzali się na małżeństwo z powodu przynależności do innej klasy społecznej i niepewnej przyszłości finansowej. Rodzice Constable’a również pozostawali sceptyczni w kwestii przyszłego małżeństwa syna. Namalowanie obrazu dla malarza było niezwykle istotne, sprzedaż dzieła umożliwiła mu ożenienie się z panną Bicknell. Obraz został namalowany w sierpniu 1816. 2 października 1816 para wzięła ślub. Rebow bezpośrednio wpływał na wygląd pejzażu. Na prośbę mecenasa malarz umieścił na obrazie m.in. córkę generała, łódkę z rybakami czy jedną z krów (pierwsza od lewej) zasłaniającą miejsce zszycia płótna. Życzenia artystyczne generała były dla malarza sporym wyzwaniem.
Malarz, wbrew panującym zwyczajom, malował swoje obrazy w plenerze, stając się później inspiracją dla impresjonistów. Taki sposób pracy rozpoczął w 1814 roku. Również Park Wivenhoe prawdopodobnie namalował na zewnątrz. Generał nalegał na uchwycenie jak najszerszego widoku parku, dlatego, w trakcie tworzenia dzieła, artysta został zmuszony do doszycia dodatkowych pasów płótna do obrazu.

## Opis obrazu
W centrum kompozycji znajduje się jezioro będące główną atrakcją parku, dzieli ono kompozycję na dwie części. W tafli wody odbijają się niektóre elementy krajobrazu. Po prawej stronie jeziora pływa para majestatycznych łabędzi. Po prawej stronie od ptaków, znajduje się łódka z dwoma rybakami, którzy manipulują sieciami. Na brzegu widać robotników pomagających w połowie. W centrum jeziora płynie sznur kaczek. Z lewej strony zbiornika malarz umieścił tamę i most. Ponad jeziorem znajduje się, wyróżniająca się czerwonym kolorem i częściowo przysłonięta drzewami, rezydencja, w której mieszkał właściciel. Nad pasem drzew widać niebo pokryte realistycznie namalowanymi, gęstymi chmurami. Artysta odtworzył kłęby chmur z dużą starannością. John Constable pasjonował się zjawiskami atmosferycznymi, poświęcał dużo czasu na analizę pogody, dlatego przywiązywał do nich szczególną wagę. Ponad koronami drzew zostało namalowane stado czarnego ptactwa. Po lewej stronie obrazu widać drewniany płot, a za nim znajdują się cztery pasące się krowy, pełniące rolę sztafażu dla głównej kompozycji obrazu. W głębi łąki znajduje się powóz z córką generała – Mary Rebow, który wyjechał z tamy łączącej dwa brzegi parku. Do bryczki zaprzęgnięty jest osioł.

## Interpretacja
Park Wivenhoe jest drobiazgowym i skrupulatnym projektem, nie tylko w pejzażu Constable’a, ale również jako sam park. Malarz wierzył, że poprzez malowanie chmur i światła artysta najdobitniej wyraża swoje emocje, to zjawisko nazywał „światłocieniem natury”. Obraz jest przesiąknięty melancholią i chęcią powrotu do prostego i zwyczajnego trybu życia. Wiernie odwzorowuje rzeczywistość sztucznie wytworzonego krajobrazu, który ma tylko naśladować nieposkromioną i dziką naturę.